# Slag bij Westbroek
De Slag bij Westbroek vond plaats op 26 december 1481 tussen de legers van het prinsbisdom Utrecht en de Staten van Holland enerzijds en de Utrechtse burgers en opstandelingen anderzijds. Het was een van de "bloedigste" veldslagen die plaatsvond tijdens de Stichtse Oorlog, een fase van de Hoekse en Kabeljauwse twisten.

## Achtergrond
In augustus 1481 vond er opstand plaats in de stad Utrecht: Jan van Montfoort greep de macht en jaagde zijn "Kabeljauwse"  tegenstanders de stad uit. De Utrechtse bisschop David van Bourgondië werd de toegang tot Utrecht en haar Dom ontzegd, waarna de Stichtse oorlog losbarstte.
In oktober 1481 wonnen de Utrechtse Hoeken onverwachts de "Slag bij Vreeswijk" en maakten plannen om de stad Naarden te veroveren. De Plundering van Naarden vond plaats op 9 december, maar de Hoeken konden deze niet behouden. De Bourgondiërs onder Joost van Lalaing kwamen in grote aantallen naar Naarden, waarna van Lalaing een strafexpeditie opzette in Eemland. Eemnes werd geplunderd op 21 december, in de dagen erna, tot en met kerstdag, werden Soest, Zeist, Baarn en andere gehuchten gebrandschat.

## Slag
Op 26 december 1481 arriveerde het leger onder Joost van Lalaing van zo'n 4.000 tot 5.000 man richting Utrecht. Onderweg werd Westbroek aangevallen, platgebrand en geplunderd (de kerk van Westbroek bleef wel gespaard). Alle inwoners werden vermoord met uitzondering van de kraamvrouwen.
Op de dag van deze aanslag had het gevroren, grasvelden en sloten waren licht dichtgevroren. De Utrechtse burgers zagen in de verte Westbroek platgebrand worden en gingen massaal de indringers tegemoet. Bij het naderen leek het erop dat het legertje indringers klein was en de Utrechters kozen gelijk de aanval, maar Lalaing had zijn leger in drie divisies opgesplitst die achter elkaar stonden opgesteld, sommige waren nog in het Gooibos of lagen bij Maartensdijk in het gras. Toen de Utrechters dichtbij genoeg waren werden ze van drie kanten ingesloten. Door de paniek bij de Utrechters bliezen ze de aftocht. Volgens een getuige: "Toen de Hollanders dat zagen zetten ze de achtervolging in. Tot aan Schulpwijk (Zuilen) werden er Utrechters doodgeslagen, burgers, kinderen, huursoldaten en plattelanders." Zelfs voor die tijd was dit een uiterst gewelddadige strijd geweest, waarbij onder de Utrechters ongeveer 1500 slachtoffers te betreuren waren. Schout Arnt Ruysch verscheurde uit frustratie zijn banier, maar moest dit met circa 500 anderen, waaronder burgemeester Beernt v Everdingen met de dood bekopen.
De Gelderse ritmeester Vincentius van Zwanenburg, die de slag wel overleefde, liet later optekenen dat hij ervan overtuigd was dat hij en de Utrechters stand hadden kunnen houden als niemand in paniek was geraakt en bij elkaar was gebleven.

## Nasleep
Op diezelfde dag, kerstavond 26 december werd Engelbrecht van Kleef met circa 2000 Kleefse soldaten onder luid gejuich binnen de stad Utrecht gehaald en al snel benoemd tot ruwaard. Engelbrecht van kleef had tijdens zijn aankomst in het Sticht het geluid van kerkklokken en brandhaarden gezien en wist al snel wat er gaande was. Het was de bedoeling om Van Kleef op de bisschopszetel te krijgen door Hoekse bannelingen. David van Bourgondië had echter nog recht op deze zetel maar hem werd de toegang tot de stad ontzegd.
Op een balk in de kerk van Westbroek stond nog jarenlang het voorval beschreven in witte kalk. De vrouwen van binnen de stad Utrecht gingen na de slag de lijken van hun mannen zoeken. De lijken werden verzameld op de Neude, dat toen een plek was waar toernooien werden gehouden. Enkele vrouwen zochten soms twee dagen lang naar hun mannen en vonden ze bijvoorbeeld vastgevroren in sloten en beken terug. In zowel Amsterdam en Naarden werd in een van de torens in de stadsmuur het woord "Swych Utrecht" (Zwijg Utrecht) gekerfd als aandenken aan de gewonnen slag van de Hollanders.